# Kritika islámu

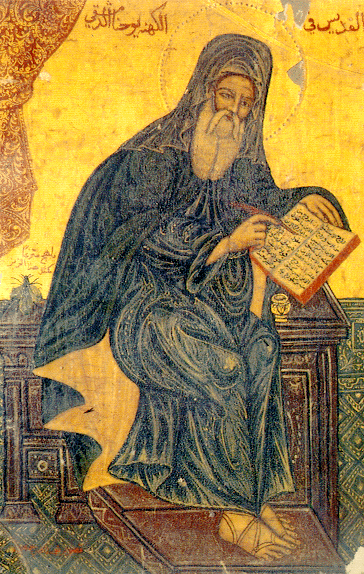
Jan z Damašku (cca †750), učitel církve a jeden z první křesťanských kritiků islámu, ve svém spisu Pramen poznání představil západu Mohameda jako falešného proroka a Antikrista.

Kritika islámu existuje již od 7. století, z doby, kdy se islám formoval. Rané psané kritiky na adresu islámu pocházejí od křesťanů do 9. století, z nichž mnoho vidělo v islámu radikální křesťanskou herezi. Hinduisté a zoroastriáni také přišli s významnou kritikou. Později zazněla kritika i ze strany samotného muslimského světa. Kritika islámu v západním světě zesílila po útocích z 11. září 2001 a ostatních teroristických akcích ve 21. století.
Mezi objekty kritiky patří morální stránka jak veřejného, tak soukromého života Mohameda, podle islámu posledního a nejvýznamnějšího proroka tohoto náboženství. Otázky týkající se pravosti a morálky koránu, islámské svaté knihy, jsou rovněž intenzivně projednávány. Údaje z Afriky a Indie popisují zničení původních kultur islámem. Další kritiky se zaměřují na otázku lidských práv v islámském světě, a to jak v historii, tak v moderní době, včetně zacházení se ženami a náboženskými i etnickými menšinami v rámci islámského práva (šaría) a praxe. V návaznosti na nedávný trend multikulturalismu je kritizován také vliv islámu na neschopnost či neochotu muslimských imigrantů asimilovat se v západním světě i dalších zemích, jako např. Indie a Rusko.

## Historie

### Raný islám
První přeživší psanou kritiku islámu lze nalézt ve spisech křesťanů, kteří se dostali pod nadvládu raného islámského chalífátu. Jeden z nich byl Jan z Damašku (asi 676-749 n. l.), který byl s islámem a arabštinou obeznámen. Druhá kapitola jeho knihy Pramen poznání má název "ohledně kacířství" a představuje sérii diskuzí mezi křesťany a muslimy. Jan tvrdí, že ariánský mnich (o kterém nevěděl, že byl Bahíra) ovlivnil Mohameda a pohlíží na islámskou doktrínu jako na mišmaš uplácaný z Bible. Na adresu islámských tvrzení, že je islám Abrahámovského původu, Jan vysvětluje, že Arabové byli nazývání „Saracéni“ (řecky Σαρακενοί, Sarakenoi), protože byli „prázdní“ (řecky κενός, kenos) „Sáry“. Byli nazýváni i jako „Hagaréni“, protože byli „potomci otrokyně Hagar“.
Mezi další významné kritiky islámu patří:
- Abu Isa al-Warraq, učenec a kritik islám z 9. století.[18]:s.224
- Ibn ar-Ráwandí, ateista z 9. století, který islám a zjevení zavrhuje obecně.[18]
- Abú al-Aláʾ al-Maʾarrí, arabský básník a kritik islámu a dalších náboženství z 11. století. Také známý pro svůj antinatalismus a veganství.[19][20]

## Morální stránka

### Mohamed

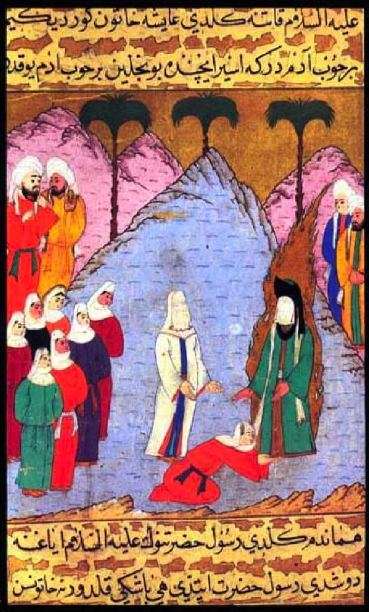
Áiša a Mohammed

Mohamed je muslimy považovaný za jednoho z proroků islámu a model pro jeho následovníky. Kritici jako je Sigismund Koelle a bývalý muslim Ibn Warraq označují některé z Mohamedových činů jako nemorální.
Židovský vůdce Ka'b ibn al-Ashraf působící v Medíně v 6. a 7. století n. l. napsal poetickou eulogii připomínající zavraždění významných Kurajšovců; později odcestoval do Mekky a vyprovokoval Kurajšovce k boji s Mohamedem. Také sepsal erotickou poezii o muslimských ženách, která zde urazila muslimy. Mohamed vyzval své stoupence k zabití Ka'ba. Své služby mu nabídl Muhammad ibn Maslamah a ještě další čtyři. Mohamed ibn Maslamah a ostatní vylákali Ka'ba ze své pevnosti za měsíčné noci tím, že předstírali, že se obrátili proti Mohamedovi, a na příkaz Mohameda ho zabili navzdory jeho energickému odporu. Židé byli jeho vraždou vyděšeni a jak popisuje historik Ibn Ishaq: „...nebylo Žida, který by se nebál o svůj život.“

#### Věk Mohamedovy ženy Áiši
Podle většiny hadíthů bylo Áiše v době sňatku s Mohamedem 6 let a manželství bylo sexuálně naplněno v jejích devíti letech (podle at-Tabarího v deseti letech). Tato skutečnost je dnes často kritizována, kritika ze strany západní kultury se ovšem objevila až poměrně nedávno. Manželství s dětmi nebyla v tehdejší beduínské společnosti neobvyklá a po většinu historie bylo muslimskými historiky Aíšino mládí považováno za velmi pozitivní fakt a často vyzdvihováno, protože bylo vnímáno jako potvrzení jejího panenství a čistoty.

### Otrokářství

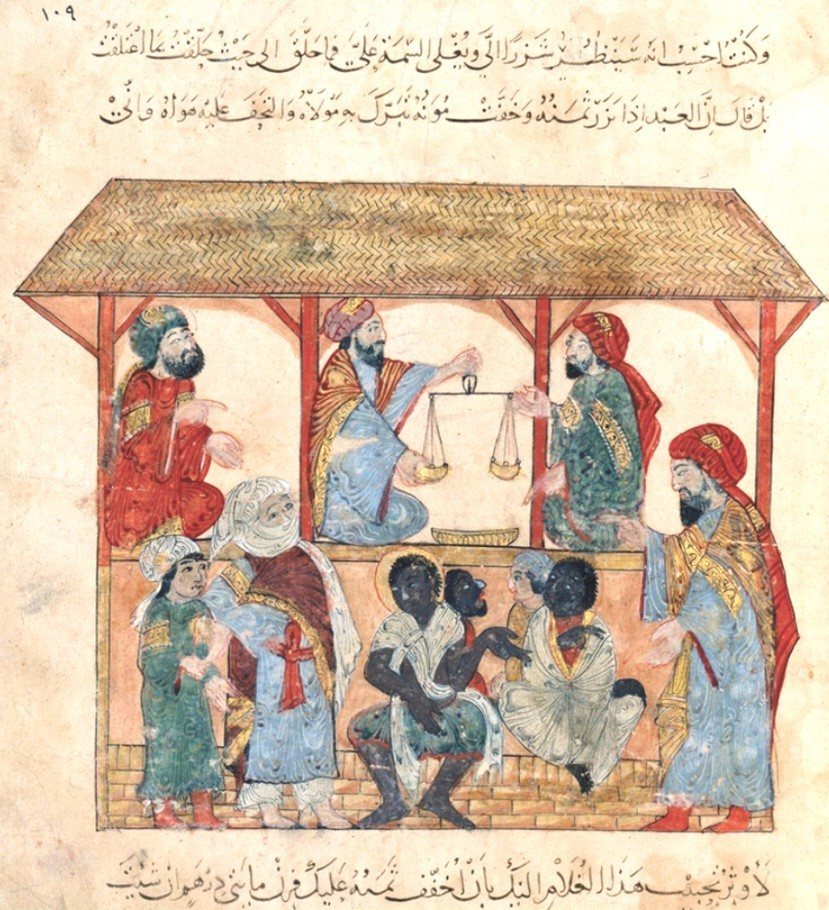
Arabský obchod s otroky v Jemenu ve 13. století. Jemen od otroctví oficiálně upustil teprve v roce 1962.

Historik Bernard Lewis píše: „Jedním ze smutných paradoxů lidské historie bylo, že humanitární reformy přinesené islámem vyústily v obrovský rozvoj obchodu s otroky uvnitř, a ještě větší vně islámského světa.“ Poznamenává, že islámská nařízení proti zotročování muslimů vedly k masivnímu dovozu otroků z venku. Podle profesora Patricka Manninga způsobilo islámské uznání a kodifikace otroctví ochranu a expanzi otroctví než opak.
Na rozdíl od západních společností, které ve své opozici vůči otroctví daly vzniknout hnutí proti otroctví, jejichž počet a nadšení často pramenily z církevních skupin, v muslimských společnostech žádná taková organizace na místní úrovni vůbec vyvinuta nebyla. V muslimské politice stát nekriticky učení islámu přijal a aplikoval jej jako zákon. Tím, že islám otroctví postihoval, rozšířil legitimitu obchodu s otroky.
Až ve 20. století, po první světové válce, začalo být otroctví v muslimských zemích postupně stavěno mimo zákon a potlačováno; především díky tlaku vyvíjeného západními zeměmi, jako Velká Británie a Francie. Gordon popisuje nedostatek domácích islámských hnutí za zrušení otroctví jako důsledek toho, že je hluboce zakotveno v islámském právu. Legitimizováním otroctví a – potažmo – obchodu s otroky islám tyto praktiky povýšil na nezdolatelnou morální rovinu. V důsledku toho nikde v muslimském světě nebyla ideologická výzva proti otroctví. Politická a sociální struktura muslimské společnosti by se na takovou výzvu dívala špatně. Někteří muslimští vůdci, jako fátimovský chalífa Al-Hakim bi-Amr Allah, otroctví zakázali, ale v islámském světě měli malý vliv.
Otázka otroctví v islámském světě v moderní době je sporná. Kritici argumentují, že je těžké dokázat jeho existenci a ničivé účinky. Jiní tvrdí, že otroctví v centru islámských zemí prakticky vymřelo v polovině dvacátého století a že zprávy ze Súdánu a Somálska ukazují otroctví v příhraničních oblastech jako důsledek pokračující války. Podle některých učenců dochází v posledních letech ke „znepokojujícímu trendu“ ohledně „znovuotevření“ problematiky otroctví některými konzervativními salafistickými učenci po tom, co bylo otroctví ve 20. století v muslimských zemích zakázáno a „většina muslimských učenců“ shledala praxi, že „není v souladu s morálkou koránu“.
Šejk Fadhlalla Haeri z Karbaly vyjádřil v roce 1993 názor, že může dojít k prosazování nevolnictví, ale omezeného na válečné zajatce a těch jako otroky narozených. Dr. Abdul Latif-Mushtari, vedoucí homiletiky a poradenství na Univerzitě al-Azhar, uvádí na téma ospravedlnění islámského povolení otroctví:
„Islám nezakazuje otroctví, ale ponechává si jej ze dvou důvodů. Prvním důvodem je válka (ať už se jedná o občanskou válku nebo jinou válku, v níž jsou zajatci buď zabiti nebo zotročeni) za předpokladu, že válka není mezi muslimy - není přijatelné zotročovat narušitele nebo pachatele pokud jsou muslimové. Pouze nemuslimští zajatci mohou být zotročeni nebo zabiti. Druhým důvodem je sexuální množení otroků, které by přineslo majitelům ještě více otroků.“

Vydání digitálního časopisu Islámského státu Dabiq z roku 2014 ospravedlňuje zotročení jezídských žen.

### Apostáze

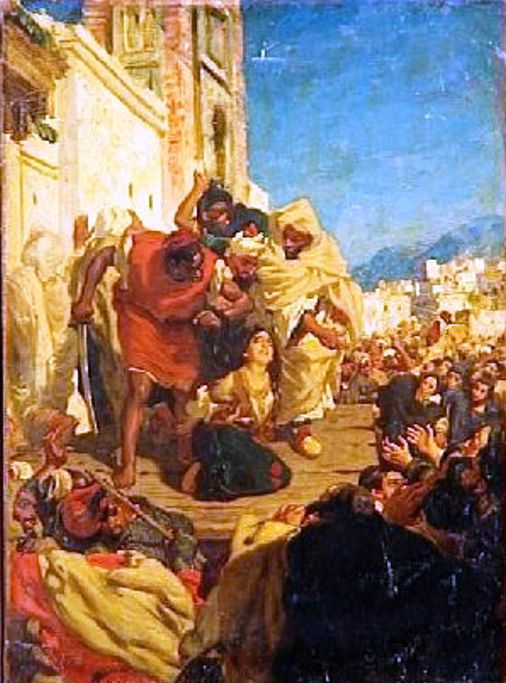
"Poprava marocké Židovky (Sol Hachuel)", Alfred Dehodencq

Podle islámského práva je odpadlictví popisováno jako seznam činů, mezi které patří konverze k jinému náboženství, popření existence Boha, odmítání islámských proroků, zesměšňování Boha nebo proroka, uctívání model, odmítání šaríi nebo jednání umožňující chování, které šaría zakazuje, jako je například cizoložství, příjem zakázaných potravin nebo pití alkoholických nápojů. Většina muslimských učenců se drží tradičního názoru, že odpadlictví se trestá smrtí nebo odnětím svobody až do pokání; alespoň pro dospělé muže zdravé mysli.
Zákony zakazující náboženskou konverzi jsou v rozporu s článkem 18 Všeobecné deklarace lidských práv, v němž se uvádí, že „každý má právo na svobodu myšlení, svědomí a náboženství; toto právo zahrnuje v sobě i volnost změnit své náboženství nebo víru, jakož i svobodu projevovat své náboženství nebo víru, sám nebo společně s jinými, ať veřejně nebo soukromě, vyučováním, prováděním náboženských úkonů, bohoslužbou a zachováváním obřadů.“
Anglický historik C. E. Bosworth říká, že tradiční pohled na odpadlictví brání rozvoji islámského učení. Zatímco organizační forma křesťanských univerzit umožnila rozvoj a rozkvět do moderních univerzit, „ty muslimské zůstaly sevřené samotnou doktrínou vakf - jejich fyzické zázemí je často beznadějně zhoršující se a jejich osnovy jsou zúženy vyloučením netradičních náboženských věd jako filozofie a přírodní vědy“ ze strachu, že by se mohly vyvinout v potenciální záchytné body pro káfiry – lidi, kteří odmítají Boha.

#### Islámské právo
Bernard Lewis shrnuje:
„Trestem za odpadlictví je v islámskému právu smrt. Islám je koncipován jako politické zřízení, ne pouze náboženské společenství. Z toho vyplývá, že odpadnutí od víry je velezrada. Jedná se o odstoupení, odepření oddanosti stejně jako zbožné víry a věrnosti. Jakákoliv přetrvávající a principiální opozice vůči stávajícímu režimu či příkaz, který téměř nevyhnutelně obnáší takové odstoupení.“

Čtyři sunnitské školy islámské právní vědy se stejně jako šíitští učenci dohodly na rozdílných trestech pro muže a ženu. Zdravý dospělý muž-odpadlík může být popraven. Odpadlice může být podle většinového názoru popravena, nebo podle jiných má být uvězněna, dokud neodprosí.

#### Úmluva o lidských právech
Některé široce držené výklady islámu jsou v rozporu s úmluvami o lidských právech, které uznávají právo na změnu náboženství. Zejména článek 18 Všeobecné deklarace lidských práv.
Každý má právo na svobodu myšlení, svědomí a náboženství; toto právo zahrnuje v sobě i volnost změnit své náboženství nebo víru, jakož i svobodu projevovat své náboženství nebo víru, sám nebo společně s jinými, ať veřejně nebo soukromě, vyučováním, prováděním náboženských úkonů, bohoslužbou a zachováváním obřadů.

K implementaci tohoto článku 18 (2) Mezinárodní pakt o občanských a politických právech říká:
Nikdo nesmí být podroben donucování, které by narušovalo jeho svobodu vyznávat nebo přijmout náboženství nebo víru podle své vlastní volby.

Právo pro muslimy změnit své náboženství není poskytováno íránským právem šaría, které toto právo konkrétně zakazuje. Muslimské země jako Súdán, Saúdská Arábie nebo Írán mají pro odpadlictví od islámu trest smrti. V roce 1990 organizace islámské spolupráce zveřejnila samostatnou Káhirskou deklaraci lidských práv v islámu v souladu s šaríou. Ačkoliv poskytuje mnoho práv v prohlášení OSN, neuděluje muslimům právo na konverzi k jinému náboženství a omezuje svobodu projevu.
Abul Ala Maududi, zakladatel pákistánské islámské strany, napsal knihu nazvanou „Lidská práva v islámu,“ ve které tvrdí, že dodržování lidských práv bylo vždy v právu šaría zakotveno a kritizuje západní představy, že mezi těmito dvěma existuje zásadní rozpor. Západní učenci z velké části jeho analýzu odmítají.

### Násilí

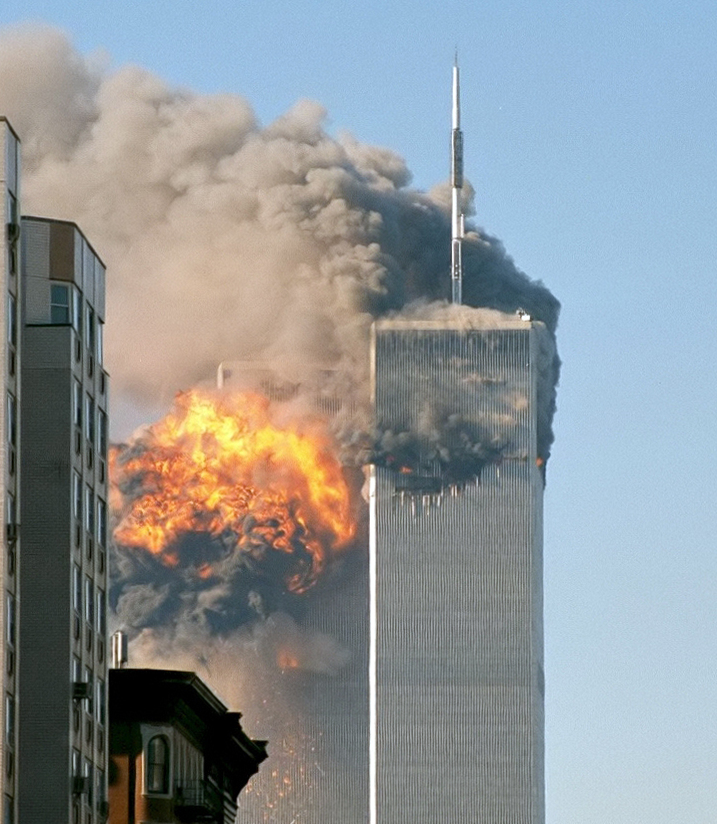
Teroristické útoky 11. září 2001 spustily debatu, zda islám propaguje násilí

Teroristické útoky na USA z 11. září 2001 a další nedávné útoky vedly nemuslimy k názoru, že islám je násilné náboženství. Učení Koránu ohledně otázek války a míru se stalo v posledních letech tématem horlivé diskuse. Někteří poukazují na verše koránu, které schvalují vojenské akce proti nevěřícím jako celku, a to jak za života Mohameda, tak i po něm. V koránu stojí: „Bojujte ve jménu svého náboženství s těmi, kteří bojují proti Vám.“ Jiní se na druhou stranu snaží argumentovat, že tyto verše Koránu jsou interpretovány mimo kontext, a tvrdí, že když se verše čtou v kontextu, je zcela zřejmé, že Korán agresi zakazuje a dovoluje boj jen v sebeobraně.
Orientalista David Margoliouth popsal bitvu u Chajbaru jako „stupeň, od kterého se islám stal hrozbou pro celý svět." Podle Margolioutha by dřívější útoky na Mekkánce a židovské kmeny v Medině (např. invaze Banú Kurajza) mohly být věrohodně připsány ke křivdám provedených Mohamedovi nebo islámskému společenství. Margoliouth ale tvrdí, že Židé z Chajbaru neudělali nic, co Mohameda nebo jeho následovníky poškozovalo a útok připisuje touze po kořisti. Mohamedův důvod k útoku byl, že „jeho obyvatelé nebyli muslimové“ (kurzívou ve zdroji) a podle Margolioutha se toto stalo omluvou pro neomezené dobývání.
Džihád, islámský termín, je náboženskou povinností muslimů. V arabštině se slovo džihád překládá jako podstatné jméno znamenající „boj“. Džihád se v Koránu objevuje 41krát a často v idiomatickém vyjádření „úsilí pro Boží vůli (al-džihad fi sabil Allah)“. Džihád je pro muslimy důležitou náboženskou povinností. Menšina mezi sunnitskými učenci tuto povinnost někdy popisuje jako šestý pilíř islámu, i když takový oficiální status nemá. Nicméně mezi ší'itskými dvanáctníky je džihád jedna z 10 přídavných povinností víry. Korán opakovaně volá po džihádu nebo svaté válce proti nevěřícím, včetně Židů a křesťanů. Odborník na střední východ Bernard Lewis říká, že „drtivá většina klasických teologů, právníků a tradicionalistů (odborníci na hadísy) chápe povinnost džihádu ve vojenském smyslu.“ Kromě toho Lewis dodává, že po většinu ze zaznamenané historie islámu – od života proroka Mohameda a dále – bylo slovo džihád používáno v první řadě ve vojenském smyslu. Podle Andrew Bostoma se velké množství džihádistů zaměřovalo na křesťany, hinduisty a Židy.
Korán: (08:12): „...Já vrhnu do srdcí těch, kdož nevěří, hrůzu, a vy bijte je po šíjích a bijte je po všech prstech!“ Fráze, která "přikazovala, aby terorizovali nevěřící" byla citována jako motivace pro džihádistický teror. Jeden džihádistický duchovní řekl:
„Dalším cílem a také cílem džihádu je hnát hrůzu do srdcí [nevěřících]. Chceme je terorizovat. Věděli jste, že máme v Koránu přikázaný terorismus?... Alláh pravil: ,připravte si na ně nejlepší ze svých schopnosti s mocí a s koňmi války.‘ K tomu hnát hrůzu do srdcí mých nepřátel, nepřátel Alláha a svých nepřátel. A dalších nepřátel, které neznáte, jen Alláh je zná... Bylo nám přikázáno vrhat hrůzu do srdcí [nevěřících], připravit se na ně s tím nejlepším z našich schopností a s mocí. Tehdy Prorok řekl, ba, vaše moc je schopnost střílet. Moc, která je vám přikázána je vaše schopnost střílet. Dalším cílem a cílem džihádu je zabíjet [bezvěrce], snížit populaci [nevěřících] ...není pro proroka správné, aby měl zajatce, dokud neudělá Zemi teplou od krve... tak byste se měli vždy snažit snížit populaci [nevěřících].”

David Cook, autor Pochopení džihádu, řekl: „Při čtení muslimské literatury – a to jak moderní, tak klasické – je vidět, že důkazy o nadřazenosti duchovního džihádu jsou zanedbatelné. Dnes je jisté, že žádný muslim používající nezápadní jazyk (arabštinu, perštinu, urdštinu) by nikdy netvrdil, že džihád primárně není násilný nebo že byl nahrazen duchovním džihádem. Tyto nároky jsou dílem výhradně západních učenců, především těch, kteří studují súfismus nebo práce v mezináboženském dialogu. A také muslimských obhájců, kteří se snaží prezentovat islám v nejneškodnější formě.“ Magdi Allam, v Egyptě narozený italský novinář, popisuje islám jako násilný ze své podstaty a vyznačující se „nenávistí a nesnášenlivostí“.
Rúholláh Chomejní se vyjádřil:
„Islám stanovuje pro všechny dospělé muže, nejsou-li neschopní nebo nezpůsobilí, povinnost připravit se na dobývání [ostatních] zemí, aby nařízení islámu byla nastolena ve všech státech světa... Ale ti, kdo studují islámskou svatou válku, chápou proč chce islám dobýt celý svět... Ti, kteří o něm nevědí nic, předstírají, že se islám staví proti válce. Ti [kteří toto říkají] jsou hloupí. Islám říká: ,Zabíjejte nevěřící, tak jako by oni zabili vásǃ‘ Znamená to, že by muslimové měli nečinně sedět do té doby, než je pohltí [nevěřící]? Islám říká: ,Zabíjejte je [nemuslimy], taste na ně meč a rozprašte [jejich armády].‘ Znamená to nečinně sedět, dokud nás [nemuslimové] nepřemůžou? Islám říká: ,Zabíjejte ve službě Alláhovi ty, kteří by mohli chtít zabít vásǃ‘ Znamená to, že bychom se měli vzdát [nepříteli]? Islám říká: ,Vše, co je zde dobré, existuje díky meči a ve stínu mečeǃ Lidi nelze přivést k poslušnosti ničim jiným než mečemǃ Meč je klíčem k Ráji, který může být otevřen jen pro Svaté bojovníkyǃ‘ Jsou stovky dalších [koránských] žalmů a hadís [rčení Proroka], které pobízejí k válce a boji. Znamená toto všechno, že islám je náboženství, které zabraňuje lidem vést válku? Plivu na ty hloupé duše, které něco takového tvrdí.”

#### Stínání (řezání) hlav
Ačkoli byla poprava stětím původně hojně rozšířená metoda popravy, byla po celém světě postupně zakázána. Islám je dnes jediné světové náboženství, jehož státní i nestátní představitelé a vyznavači tyto popravy ospravedlňují a legitimizují.

### Homosexualita

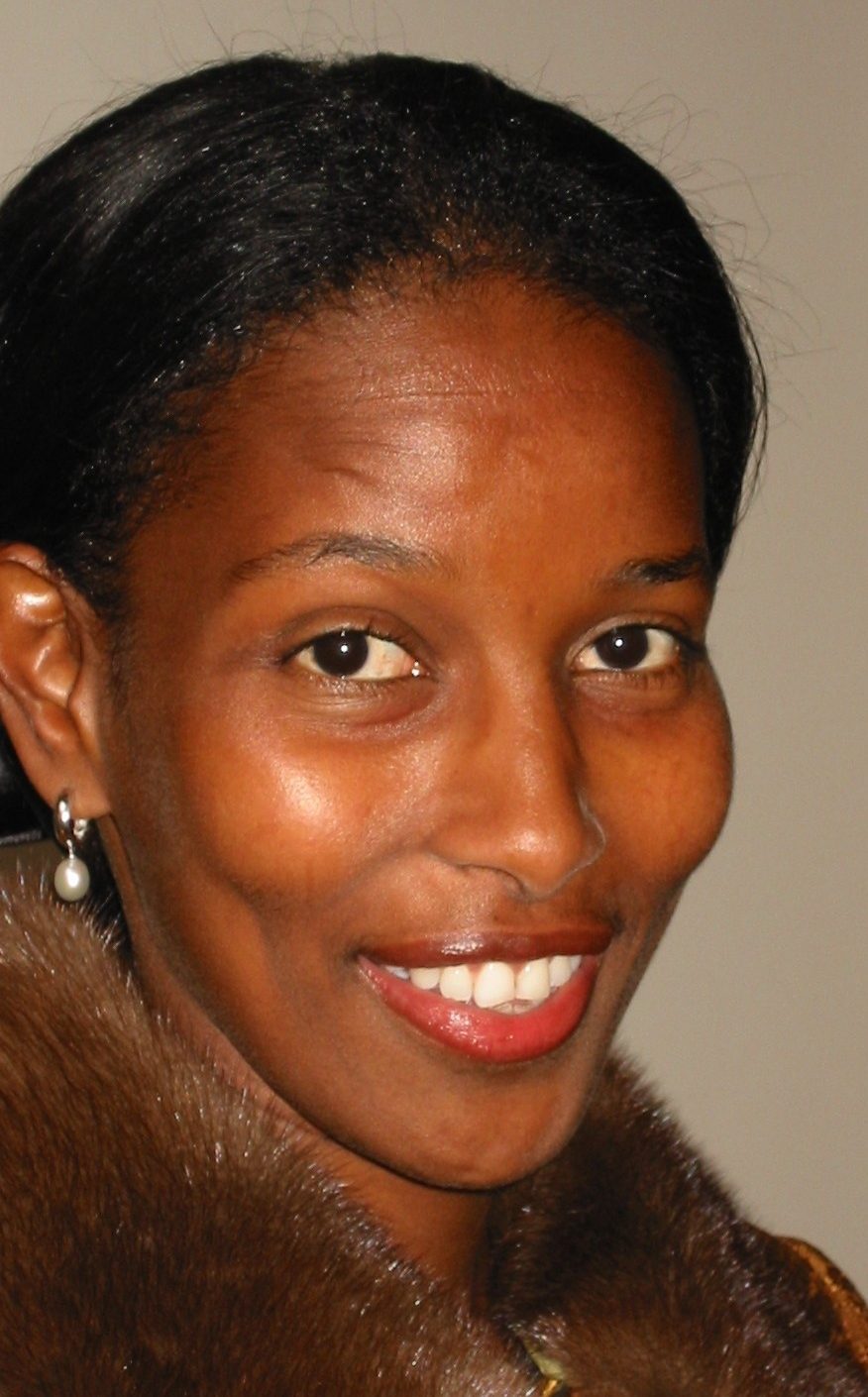
Ayaan Hirsi Ali

Lesbická aktivistka Irshad Manji, bývalý muslim Ehsan Jami či bývalá nizozemská politička Ayaan Hirsi Aliová kritizují postoje islámu vůči homosexuálním lidem. Většina mezinárodních organizací pro lidská práva, jako je například Human Rights Watch a Amnesty International, odsuzují islámské zákony. Ty dělají z homosexuálních vztahů mezi dospělými zločin. Od roku 1994 výbor Spojených národů pro lidská práva také rozhodl, že tyto zákony porušují právo na soukromí zaručené všeobecnou deklarací lidských práv a Mezinárodním paktem o občanských a politických právech.
V květnu 2008 byla LGBT organizace Lambdaistanbul (se sídlem v Istanbulu v Turecku) zakázána na základě soudního rozhodnutí pro porušení ústavních ustanovení o ochraně rodiny a článku zakazujícího subjekty s cíli, které porušují zákon a morálku. Nakonec bylo toto rozhodnutí nejvyšším soudem zrušeno.
Bývalý muslim Ibn Warraq poznamenal, že odsouzení homosexuality v Koránu bylo v praxi často ignorováno a že islámské země byly až donedávna k homosexualitě tolerantnější než ty křesťanské. Bývalý íránský prezident Mahmúd Ahmadínežád několikrát prohlásil, že „v Íránu homosexuálové nejsou“ a homosexualitu označil jako „odpornou“.

## Ženy v islámu

### Domácí násilí
Mnoho učenců tvrdí, že právo šaría vybízí k domácímu násilí na ženách, když má muž u své manželky podezření na nushuz (neposlušnost, neloajálnost, rebelie, špatné chování). Jiní učenci tvrdí, že bití není v souladu s moderními perspektivami Koránu.
Jedním z veršů koránu, který povoluje domácí násilí je súra 4:34. V úctě k súře 4:34 mnoho zemí, kde platí právo šaría, případy domácího násilí nepostihuje. Šaría je kvůli ignorování ženských práv v případech domácího násilí kritizována. Musawah/CEDAW, KAFA a další organizace navrhují způsoby, jak upravit zákony inspirované právem šaría ke zlepšení ženských práv v islámských zemích, včetně práv v případech domácího násilí. Výjimkou v islámských státech nejsou ani útoky na ženy pomocí kyseliny.

## Kritika muslimských přistěhovalců a přistěhovalectví

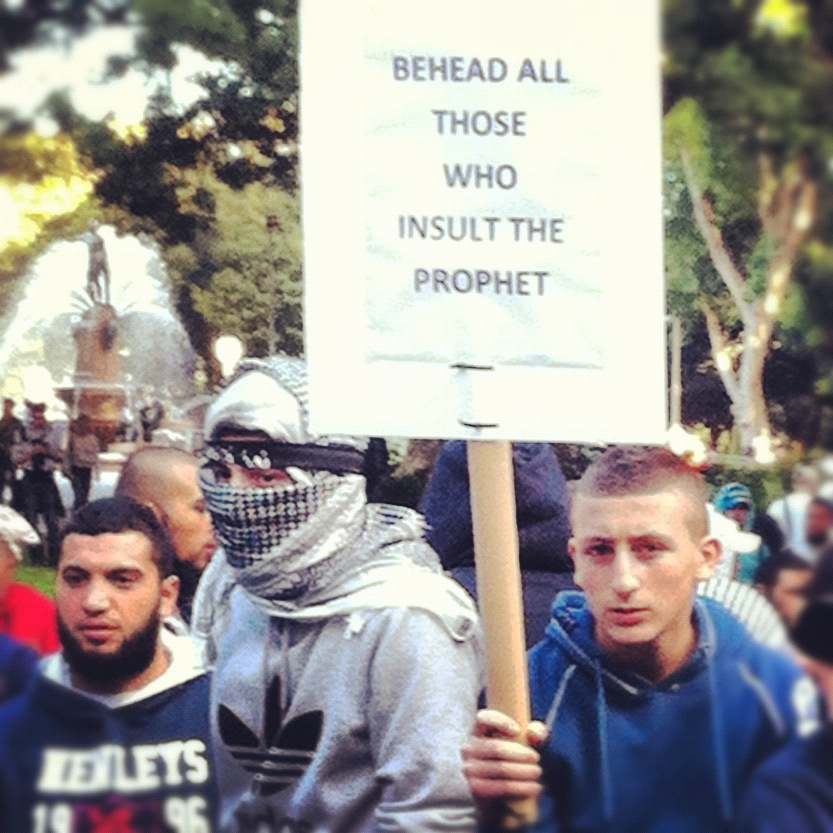
Muslimská demonstrace v Sydney. „Připravte o hlavu každého, kdo uráží proroka“

V posledních desetiletích se zvýšila imigrace muslimů do Evropy, čímž vznikly problémy s novými sousedy. Konzervativní muslimské sociální postoje a návyky vyvolaly k moderním tématům v Evropě i jinde polemiku. Učenci se dohadují o tom, jak moc jsou tyto postoje výsledkem muslimské víry. Někteří kritici považují islám se sekulární západní společnosti za zcela neslučitelný. Jejich kritika byla částečně ovlivněna postoji proti multikulturalismu, obhajovaných některými filozofy, úzce spjatými s dědictvím nových filozofů. Prohlášení proponentů jako je Pascal Bruckner popisují multikulturalismus jako vynález „osvícených“ elit, které popírají výhody demokratických práv vůči nezápadním tím, že je připoutají k jejich kořenům. Věří, že toto dává islámu volnou ruku k propagaci činů, které oni sami nazývají zneužíváním či špatným zacházením, jako je týrání žen a homosexuálů a v některých zemích také otroctví. Dále uvádějí, že multikulturalismus umožňuje určitou míru svobody vyznání, která však přesahuje to, co je zapotřebí pro osobní svobodu náboženského vyznání a přispívá k tvorbě organizací zaměřených na podkopávání evropských sekulárních či křesťanských hodnot.
Do Kanady emigrovali lidé z téměř každé muslimské země. Podle nedávného průzkumu mělo 54% Kanaďanů na islám nepříznivý pohled, který byl vyšší než k jakémukoli jinému náboženství.
Ve Spojených státech se předpokládalo, že po bombových útocích v Bostonu budou imigrační procesy těžší. Komentátor Bryan Fischer navrhl, že žádná další víza už nebudou muslimům udělována a nebudou stavěny žádné další mešity. Jeho názor získal podporu od bývalého prezidentského kandidáta Pata Buchanana.

## Srovnání s komunismem a fašistickými ideologiemi
V roce 2004 hovořil kardinál George Pell na Acton Institute ohledně problematiky „sekulární demokracie“ a popsal podobnost mezi islámem a komunismem: „Islám může v 21. století poskytovat přitažlivost, která se dostala komunismu ve 20. století, a to jak pro ty, kteří jsou na jedné straně odcizení a zahořklí, tak na druhé straně pro ty, kteří hledají pořádek nebo spravedlnost.“ V jiné řeči Pell také souhlasí s tím, že kapacita pro jeho dalekosáhlou renovaci je silně omezena. Australský islamistický mluvčí Keysar Trad na kritiku reagoval: „Komunismus je bezbožný systém, systém, který ve skutečnosti víru pronásleduje“.
Spisovatelé jako Stephen Schwartz Suleyman a Christopher Hitchens shledávají některé prvky islamismu za fašismus. Malise Ruthven, skotský spisovatel a historik, který píše o náboženství a islámských záležitostech, se staví proti redefinici islamismu jako „islamofašismu“, ale také nachází mezi dvěma ideologiemi „přesvědčivé podobnosti“. Člen holandského parlamentu a předseda strany pro svobodu Geert Wilders také srovnává islám s fašismem a komunismem.

## Veřejná kritika islámu

### Německo
Tania Kambouri, německá policistka z Bochumi, vydala v roce 2015 knihu Deutschland im Blaulicht – Notruf einer Polizistin (2015), ve které na základě své každodenní policejní praxe velice tvrdě napadla migranty muslimského původu, a to kvůli jejich agresivitě.
Mezi další známé kritiky islámu v Německu patří zejména bývalý dlouholetý starosta Berlína Heinz Buschkowsky, jehož kritické knihy (Die andere Gesellschaft (2014), Neuköln ist überall (2012), vycházející z jeho zkušenosti s migranty, se staly bestsellerem, či německo-egyptský novinář a politolog Hamed Abdel-Samad, autor knihy Islámský fašismus: analýza (2016).

### Rakousko
K rakouským veřejným kritikům islámu patří bojovnice za lidská práva, spisovatelka pákistánského původu Sabatina James.

### Francie
V roce 2015 vyšla v českém překladu kniha iráckého konvertity od islámu, Josepha Fadelleho Cena, kterou zaplatíš, v níž autor vypráví o tom, proč se rozhodl stát raději křesťanem a utéci od vlastní rodiny a víry, nežli být muslimem. Mezi francouzské kritiky islámu se dle britského deníku The Daily Telegraph řadí také slavný francouzský spisovatel, Michel Houellebecq, který např. ve své knize Podvolení (2015) kritizuje islámem podrobenou Francii, dále Éric Zemmour či spisovatel a politický aktivista Renaud Camus.

### Nizozemsko
Ayaan Hirsi Ali, nizozemská politička a spisovatelka, jež náleží k předním nizozemským kritikům islámu, tvrdě poukazuje na rituální vraždy ze cti, znásilňování, násilí a incest. Tato politička a spisovatelka spolupracovala také na filmu Submission nizozemského režiséra Thea van Gogha. Ten byl v roce 2004 zavražděn radikálním muslimem.